# Riosucio (Caldas)
Riosucio es un municipio colombiano ubicado en el Eje cafetero y en la región paisa, y reconocido por su carnaval y su gran número de festividades típicas. Está localizado al occidente del departamento de Caldas en el Alto Occidente y con la mayor área y población municipal de esa región por encima de municipios como Supia y Filadelfia. Está ubicado en los límites departamentales de Caldas, Antioquia y Risaralda.

## Historia

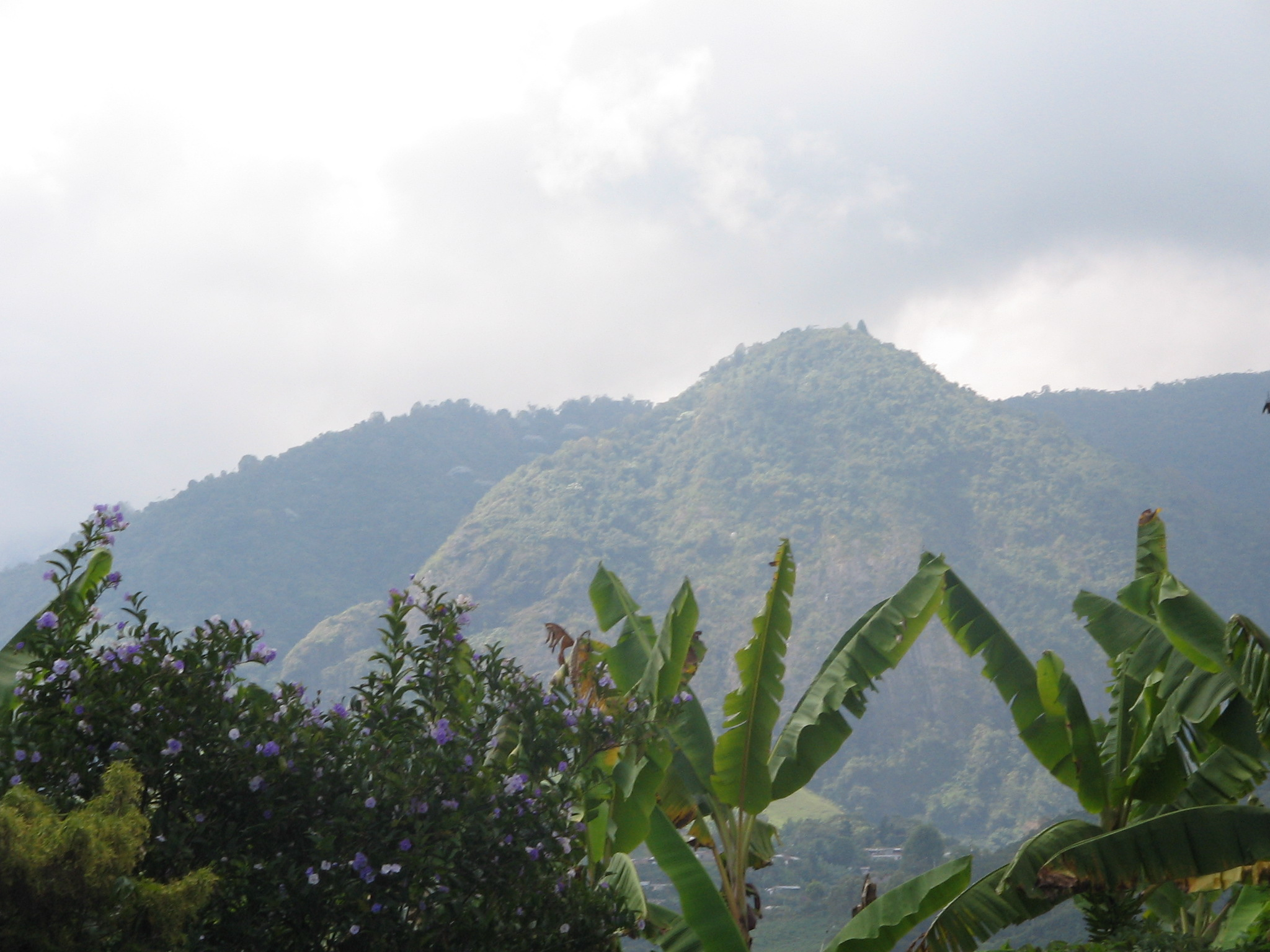
Cerro Ingrumá.

Durante la época precolombina, el territorio del actual Riosucio estaba ocupado por tribus en lugares como La Montaña, Cañamomo y Quiebralomo y pueblos indígenas como Turzagas, Chamíes y Pirza, en el noroeste del municipio la situación se dio de manera diferente está altamente influenciada por la población extranjera acompañada por la colonización antioqueña sentando su posición en la región que actualmente se conoce como la Subregión de Tierra Fría.  
Entre los caciques más notables estaban Imurrá, Motato y Cumba, quienes ejercían su respectiva autoridad en lo que hoy se conoce como La Iberia, Los Kingos (hoy Jordán), Pueblo Viejo e Imurrá.
Durante la época de la independencia, dos sacerdotes con sus respectivos feligreses, llegaron al lugar: uno era José Ramón Bueno (oriundo de Popayán) y el otro José Bonifacio Bonafont  (del Socorro, Santander). Ambos pueblos se fundaron el 7 de agosto de 1819.
Este es el año que ha quedado en los anales como el de la fundación oficial, y los señores curas como sus fundadores.
Riosucio perteneció durante la colonia al llamado entonces Cantón de Supía, provincia del Cauca, Gobernación de Popayán. A partir de 1886 Riosucio fue capital de la provincia de Marmato del departamento del Cauca, y desde 1905 forma parte del departamento de Caldas.
El municipio de Riosucio,  fue fundado en 1819 por los sacerdotes españoles José Bonifacio Bonafont y José Ramón Bueno.
En realidad se trataba de dos parroquias, cada una con su respectivo templo y no muy lejos la una de la otra.
Pero en 1847 Riosucio es unificado por decreto. Es esta la razón por la cual es el único pueblo colombiano con dos iglesias centrales con sus respectivos parques. 
La Fiesta de Reyes Magos fue la ocasión para iniciar el paso de las comunidades, con ayuda del disfraz.
Derivó la celebración en la fiesta de "Los Matachines" y en 1912 cambia su nombre a Carnaval De Riosucio.
Fue declarado patrimonio inmaterial de Colombia en octubre de 2006.

## Geografía
Su territorio limita al norte con el Departamento de Antioquia y al sur y oeste con el Departamento de Risaralda, y se encuentra en el llamado Eje Cafetero colombiano, por lo cual su economía gira en la explotación y exportación del grano. El área rural de Riosucio es de 39.036 h y 16.090 h en la zona urbana.
El municipio de Riosucio ocupa el tercer lugar en Caldas en población rural, con 39 036 habitantes; son 100 veredas, 2 corregimientos, Una subregión campesina  conocida como la Tierra Fría conformado por trece veredas de las cien en su totalidad y cuatro Resguardos Indígenas: Nuestra Señora Candelaria de la Montaña, Cañamomo y Lomaprieta, San Lorenzo y Escopetera y Pirza, sobre los resguardos teniendo en cuenta que ante la agencia nacional de tierra no existe solicitud de clarificacion de los resguardos, por lo tanto no se reconoce las limitaciones del polígono territorial, por ello se reconoce la existencia de los resguardos pero no se evidencia territorios asociados a los mismos. (El término “Resguardo” se refiere al territorio que la parcialidad ocupa y el cual es propiedad colectiva, inembargable, imprescriptible e inalienable de ella).
Los límites municipales son: al norte con los municipios de Jardín, Támesis y Caramanta; al sur con los municipios de Quinchía y Guática; al occidente con el municipio de Mistrató y al oriente con Supía y Filadelfia.

### Clima
El municipio cuenta con una temperatura media que oscila entre 18 y 19 °C. Pero la geografía contrastante hace que se encuentren desde climas cálidos a orillas del río Cauca, hasta climas fríos por encima de los 3000 m s. n. m. en la frontera con Antioquia y Risaralda. La variedad de climas y pisos térmicos ocasiona además una gran variedad de productos agrícolas que lo hacen potencia regional en producción del agro.

## Vías de comunicación
Riosucio es un municipio con una comunicación envidiable en el departamento de Caldas; ya que por la cabecera municipal pasa la troncal de occidente que le permite comunicarse con Cali, Popayán, Pasto, Pereira, Medellín y la Costa Caribe. También está comunicado con otros municipios vecinos por medio de vías intermunicipales como:
- Riosucio - Jardín (Antioquia)
- Riosucio - Bonafont - Irra - Manizales
- Riosucio - troncal de occidente - Quinchía

El terminal terrestre de Riosucio es una de las mayores ventajas de transporte con respecto a otros municipios de la región ya que le permite a Riosucio tener una comunicación directa con ciudades importantes del país por medio de buses.
También posee una muy buena comunicación con sus dos corregimientos y sus más de 100 veredas que conforman 2/3 de la población total de Riosucio.

## División Político-Administrativa
Además de su Cabecera municipal. Riosucio tiene bajo su jurisdicción los siguientes Centros poblados:
- Aguas Claras
- Bonafont
- El Salado
- Florencia
- Iberia
- La Playa - Imurra
- Las Estancias
- Pueblo Viejo
- Quiebralomo
- San Jerónimo
- San Lorenzo
- Sipirra
- Tumbabarreto

## Cultura
Riosucio es el núcleo de artesanía folclórica más antiguo de Caldas ya que su tradición ininterrumpida viene desde la época precolombina en las parcialidades indígenas. Se perpetúa hasta el presente en Cañamomo y Lomaprieta con la alfarería y cerámica de Portachuelo, en la Montaña con la cestería de bejuco de la Zulia y El Salado y tanto en San Lorenzo como en la Montaña con esteras de enea y caña brava. El mestizaje ha generado por su parte artesanías en cogollo de caña brava como la sombrerería en Travesías y Pasmí en San Lorenzo, y otras en madera como las tallas en palo de naranjo de Tumbabarreto. En la cabecera municipal hallamos talleres de talabartería, tallados y tejeduría de fique de total autenticidad.

Panorámica

Riosucio es famoso por sus agrupaciones artísticas. Las Danzas del Ingrumá lideradas por el folclorólogo Julián Bueno Rodríguez son un grupo pionero en la investigación de la danza folclórica del municipio, de Caldas y de Colombia en general y ha tenido presentaciones en todos los carnavales y fiestas importantes a lo largo del país, a nivel internacional han estado en Venezuela y acompañaron en el año 1982 a Gabriel García Márquez en Suecia cuando este recibió de la Academia Sueca el Premio Nobel de Literatura, en esa oportunidad también visitaron otras ciudades europeas como París y Madrid. Las Danzas de Lomaprieta uno de los mejores grupos indígenas con que cuenta el país quienes también son exponentes de danzas tradicionales que de no ser por ellos podrían haber desaparecido. El grupo Musical Folclórico Saqueazipa de gran proyección nacional quienes este año 2009 cumplen más de 20 años de actividades ininterrumpidas, mostrando por todo el país composiciones propias y un repertorio que muestra la variedad de ritmos que pueden interpretar. La danza folclórica es practicada en las parcialidades en un proceso de recuperación cultural muy significativo. El folclor musical se manifiesta además en las “chirimías”, tríos de cuerdas, estudiantinas y conjuntos de violín. Ocho bandas de músicos del campo y el pueblo, de las veredas y las instituciones educativas, quienes han representado no sólo al municipio, sino al departamento en concursos musicales a nivel nacional como el de Paipa en Boyacá o el de San Pedro en el Valle del Cauca recibiendo varias veces reconocimientos a nivel personal e institucional en varios de esos eventos.

## Economía
Históricamente, la base fundamental de la economía riosuceña la constituyó la riqueza minera del oro, en sectores como Quiebralomo, La Montaña, Bonafont y San Lorenzo. En la actualidad el preciado metal aún se explota, aunque a escala estrictamente artesanal en el lecho de los ríos. Otro importante renglón de la economía de antaño, lo constituyó la explotación de las fuentes de sal en La Montaña y Bonafont y de las minas de carbón en el sector de El Salado.
El municipio de Riosucio, basa hoy su economía en la agricultura: El cultivo del café se constituye en su principal renglón, seguido por el cultivo de la caña panelera, con la cual se abastecen los mercados locales y regionales. Se cultivan también el fríjol, el plátano, la yuca, cítricos, y productos de “pan coger”: frutas, hortalizas y legumbres, que satisfacen la demanda local y la de algunos municipios cercanos. 
Mención especial merece el chontaduro, que da origen a una de las fiestas populares del municipio, el cual se cultiva en la vereda Las Estancias, siendo este el único lugar en el departamento de Caldas dónde se da este fruto, que por su valor nutricional ha sido llamado "el huevo vegetal". Su producción se da entre los meses de febrero y marzo (traviesa) y junio y julio que es la cosecha principal, la cual se comercializa en ciudades como Cali, Medellín y Pereira.
Hay una significativa industria ganadera en las áreas de pastos naturales con cerca de 23.000 cabezas y producción de leche. La ganadería vacuna, porcina y caballar proporciona productos que abastecen los mercados locales y activa al mismo tiempo la economía a través de ferias mensuales de amplia aceptación y reconocimiento entre los municipios que conforman su área de influencia. Con menor volumen existe la cría de aves que, no obstante, abastece el mercado local. La piscicultura se ha fomentado en Riosucio desde la década de 1970; hay en la actualidad 140 explotaciones.

## Festividades

### El Carnaval de Riosucio
El Carnaval de Riosucio tiene lugar cada dos años alrededor del 6 de enero y es considerado patrimonio inmaterial cultural de Colombia.
Su origen se remonta al evento en el que dos pueblos fundados entre los siglos XVI y XVII “Quiebralomo y la Montaña”, se disputaban el territorio que se extiende al pie del Cerro Ingrumá lo que resultó en una declaración de enemistad.  Los dos curas Párrocos, en histórica alianza logran unirlos fundando con ambos a Riosucio en 1.819; de ahí el exclusivo diseño urbanístico basado en las dos plazas principales a solo una cuadra de distancia una de otra.Se considera que el seis de enero de 1847 los indígenas de la Montaña intervinieron por primera vez con sus ritos del aborigen culto a la tierra en la fiesta de los reyes magos venida de Quiebralomo; en esta se mezclaban desde antaño danzas y cantos de origen africano con teatro sacro español y formas coreográficas de ancestro europeo y surgieron entonces las “Diversiones Matachinescas” con leyes festivas que ordenaban la reconciliación de los antiguos rivales.

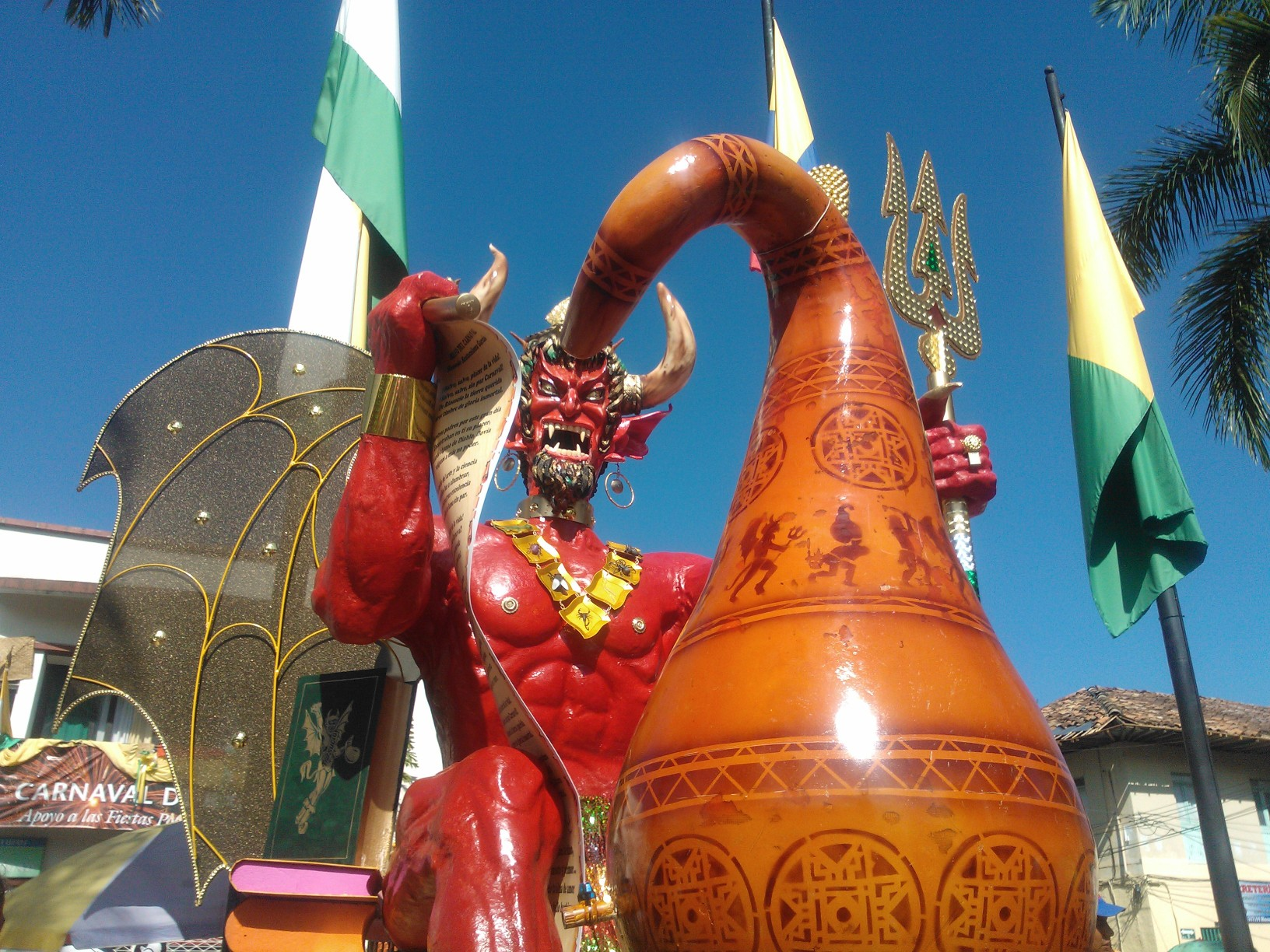
Carnaval de Riosucio 2013

No es un Diablo religioso, ni tampoco es una fiesta anticristiana.  El Carnaval no toca la religiosidad de los hombres.  Es un estado anímico heredado de la tradición cultural aborigen y de la mezcla de culturas y razas que vivió la parte occidental de lo que hoy se llama Caldas. El Diablo es un espíritu inspirador de muchas cosas como: la preparación de los oídos para la música y el cuerpo para la danza. Es quien inspira a los escritores y poetas para fabricar los versos y canciones. Es un espíritu bueno de la tradición, custodio simbólico de la fiesta. El Carnaval de Riosucio es la demostración de la cultura de un pueblo, que se formó con la integración indígena, la negra africana y la blanca europea, cultura muy especial que ha tenido representantes en todos los géneros de la creación artística y espiritual.El Carnaval se halla estructurado como un extenso poema dramático escrito de manera colectiva por los “matachines” o carnavaleros de más honda mística y capacidad literaria.
El carnaval se compone de:
- El decreto: es un mandato en verso donde se critica humorística y constructivamente la gente, los gobernantes y los acontecimientos de Riosucio.
- El convite: es una convocatoria teatral y es la preparación en diciembre antes de los seis días de carnaval en enero.
- La chirimía: es un conjunto musical compuesto por: maracas, flautas traveseras y de carrizo, bombo y redoblante.
- Las corralejas

### Himno del Carnaval
Letra y música por Simeón Santacoloma.
| Coro Salve, salve placer de la vida, salve, salve sin par carnaval de Riosucio la tierra querida eres timbre de gloria inmortal. I Nuestros padres por este gran día encontraban, en ti, su placer cuando alguno de Diablo llovía vejigazos a más no poder. | II Vino un día del arte y la ciencia, la magnífica luz alumbrar, e inspiraste con gran excelencia las cuadrillas de fama sin par. III Las cuadrillas de ingenio fecundo, tanto nombre han llegado a alcanzar que en ninguna otra parte del mundo nuestra fiesta podrán superar. | IV A Riosucio, por siglos sin cuento no le falte su regio esplendor, y que seas el fiel monumento que eternice su fama y honor. V Tú eres fuente de paz y ventura panacea del pobre mortal. Tú has venido quizás de la altura como prenda de don celestial. |

### El Encuentro de la Palabra
Los "Encuentros de la Palabra" nacieron en el año de 1983, como una iniciativa para darle aliento a la vocación cultural innata que existe entre los riosuceños y desde su nacimiento se propuso alinearse dentro de los postulados de la cultura como representación del medio ambiente, de los hábitos, costumbres y pensamientos de una sociedad que constituyen posibilidad de cambio de mentalidad y equidad social y en donde se representa la "palabra" escrita, hablada y cantada.
Entre sus atractivos principales se encuentran la presentación de obras de teatro con grupos nacionales e internacionales, talleres de teatro, cuenteros, conferencias con presencia de actores, poetas, escritores, periodistas y cantantes y conciertos de música folclórica colombiana y latinoamericana. El Encuentro de la Palabra también ofrece como atractivos noches de poesía, los viernes culturales y exposiciones artísticas en el museo municipal y en los dos teatros del municipio.

### Fiestas del Guarapo
Se celebran cada dos años en la vereda de Sipirra y su eje principal es la tradicional bebida fermentada de caña de azúcar (Guarapo).

### Fiestas patronales de la Virgen de la Candelaria
Se celebran cada año a fines de enero o principios febrero en el municipio de Riosucio y es organizada por la Parroquia Catedral de Nuestra Señora de la Candelaria. Allí se le rinde homenaje a la Virgen de la Candelaria. Es tradicional celebrar la novena a la Virgen cada día con fuegos artificiales y el último día con las, popularmente llamadas, "Vacas locas", que hacen del día más esperado de estas fiestas un verdadero espectáculo en la plaza de la Candelaria.

### Fiestas de San Lorenzo
Se celebran cada año en el corregimiento de San Lorenzo (Riosucio). Tienen una variada programación llena de tradición y cultura.

## Símbolos

### Escudo
El escudo de Riosucio fue el ganador, entre veinte propuestas, del concurso abierto por la Alcaldía Municipal y la oficina de Extensión Cultural en septiembre de 1989. Acta de juzgamiento del jurado: 31 de marzo de 1990, fue adoptado por el Concejo Municipal mediante acuerdo N.º 003 del 21 de mayo de 1990, y reglamentado por la Alcaldía Municipal mediante decreto N.º 030 del 22 de mayo de 1990.
Significado:

Triángulo en Verde: Cerro "Ingrumá".

Bordura Roja: Victoria lograda con la unión de Quiebra lomo y La Montaña para fundar a Riosucio.

Cuartel Dorado: Pueblo de Quiebra lomo, por su riqueza, nobleza y realeza.

Cuartel Plateado: Pueblo de La Montaña, por la pureza de su raza, humildad, firmeza y franqueza.

Línea Curva sin Color: Zanja que separaba los dos pueblos; además representa el río Imurrá o "Río Sucio" que da el nombre al pueblo.

Escudete Verde: Tapa la zanja para unir los dos pueblos, con el verde de la esperanza y amistad.

Cuernos del Diablo: El carnaval, fruto de la unión de los dos pueblos, guardián de la paz, fraternidad y arte.

Llama Triple: El fuego, símbolo de todas las artes, y del deseo de adquirir gloria a través de ellas.

Bordes Plateados de las Figuras: La elocuencia de nuestra cultura.

Forma del Escudo: 

Estilo francés, como homenaje a Boussingault, quien trazó el pueblo. El autor del escudo fue Rodrigo Díaz, dibujante y pintor riosuceño. Terminó estudios de diseño gráfico en la Universidad Pontificia Bolivariana de Medellín.

### Bandera
Es en rectángulo de 1,35 metros de ancho por 1,80 de largo, dividido longitudinalmente en tres fajas de igual dimensión (0,45 de ancho cada una): la superior de color amarillo; la intermedia de color blanco; y la inferior de color verde. Fue escogida en concurso abierto por la "Sociedad de Mejoras Públicas" y adoptada por la Alcaldía Municipal mediante el decreto N.º 128 del 4 de octubre de 1955.
Significado:

Color Amarillo: El oro, y al mismo tiempo el "Real de Minas de San Sebastián de Quiebralomo".

Color Verde: La esperanza y la fecundidad agrícola y forestal del suelo. Al mismo tiempo el poblado de "Nuestra Señora de la Candelaria de La Montaña".

Color Blanco: La unidad de población y el acuerdo entre los habitantes de Quiebra lomo y la Montaña, fusionados para fundar a Riosucio bajo los dictados de la paz, la armonía y la cordialidad social.

### Himno
La letra corresponde a Augusto Gartner Restrepo, y la música al maestro Daniel Ángel Marín. Fue adoptado por la Alcaldía Municipal mediante decreto número 059 del 30 de octubre de 1991.
| Coro Honra y amor a nuestro pueblo es la gesta de toda emancipación; Riosucio floreció al amanecer de la libertad de un gran país. I Tres razas nos forjaron la inmortalidad con su sangre y su labor en campos de esperanza cual propia heredad, cuyo futuro abonaron con ciencia y virtud. | II Dos almas buenas, nobles, de sacro nivel fundieron su aldeana grey pulieron su aspereza con cristiano afán y de sus manos ungidas nació este vergel. III Celajes de grandeza iluminarán la ruta que el pueblo eligió, cargando con fe viva la cruz del honor, depositada en la cima del cerro Ingrumá. | IV Doradas sus entrañas y verde su piel tributa amor, contraste fiel, al Dios del universo, nuestro creador, y a aquel demonio, jolgorio del pueblo feliz. V Riosucio: humilde inclino mi altiva cerviz ante el altar de tu pensar, pues egregios prohombres nacidos en ti han hecho historia, ejemplo de la humanidad. |

## Límites municipales
| Noroeste: Jardín (Antioquia)   | Norte: Támesis (Antioquia)                    | Nordeste: Caramanta (Antioquia) |
| Oeste: Mistrató (Risaralda)    |                                               | Este: Supía (Caldas)            |
| Suroeste: Mistrató (Risaralda) | Sur: Quinchía (Risaralda) Guática (Risaralda) | Sureste: Filadelfia (Caldas)    |

## Servicios públicos
- Energía Eléctrica: Central Hidroeléctrica de Caldas (CHEC), del grupo EPM, es la empresa prestadora del servicio de energía eléctrica.
- Gas Natural: Efigas es la empresa distribuidora y comercializadora de gas natural en el municipio.